# Чемпионат Европы по настольному теннису 1958
1-й Чемпионат Европы по настольному теннису проходил с 2 по 19 марта 1958 года в Будапеште (Венгрия).

## Медалисты

### Мужчины
| Разряд               | Золото                                                                                | Серебро                                                                                | Бронза                          |
| -------------------- | ------------------------------------------------------------------------------------- | -------------------------------------------------------------------------------------- | ------------------------------- |
| Одиночный разряд     | Золтан Берцик                                                                         | Элемер Дьетваи                                                                         | Вилим Харангозо                 |
| Одиночный разряд     | Золтан Берцик                                                                         | Элемер Дьетваи                                                                         | Лудвик Выгнановский             |
| Парный разряд        | Лудвик Выгнановский Ладислав Штипек                                                   | Тома Райтер Отто Боттнер                                                               | Хельмут Ханшман Хайнц Хаупт     |
| Парный разряд        | Лудвик Выгнановский Ладислав Штипек                                                   | Тома Райтер Отто Боттнер                                                               | Матей Гантнер Тибериу Харастози |
| Командное первенство | Венгрия · Золтан Берцик · Ласло Фёльди · Золтан Бубонь · Элемер Дьетваи · Ференц Шидо | Чехословакия · Лудвик Выгановский · Ладислав Штипек · Вацлав Тереба · Вильям Полакович |                                 |

### Женщины
| Разряд               | Золото                                        | Серебро                                                                    | Бронза'                      |
| -------------------- | --------------------------------------------- | -------------------------------------------------------------------------- | ---------------------------- |
| Одиночный разряд     | Эва Коциан                                    | Энн Хейдон                                                                 | Анджелика Розяну             |
| Одиночный разряд     | Эва Коциан                                    | Энн Хейдон                                                                 | Ливия Мошшоци                |
| Парный разряд        | Анджелика Розяну Элла Целлер                  | Эва Коциан Ливия Мошшоци                                                   | Энн Хейдон Д.Коллинс         |
| Парный разряд        | Анджелика Розяну Элла Целлер                  | Эва Коциан Ливия Мошшоци                                                   | Гизелла Лантош Илона Керекеш |
| Командное первенство | Англия · Энн Хейдон · Дайане Роув · Джилл Рук | Румыния · Анджелика Розяну · Элла Целлер · Хаста Томпа · Джеорджета Питикэ |                              |

### Смешанный парный разряд
| Разряд           | Золото                       | Серебро                | Бронза |
| ---------------- | ---------------------------- | ---------------------- | ------ |
| Смешанный разряд | Золтан Берцик Гизелла Лантош | Ференц Шидо Эва Коциан |        |